# 강진 아르코공연연습센터
강진 아르코공연연습센터는 전라남도 강진군과 문화체육관광부에서 기금을 출연해 대구면 저두리의 폐교를 리모델링해 설립된 2층건물로 대연습실, 중연습실, 소연습실의 3개의 연습실과 세미나실, 식당 등의 시설을 갖추고 있다. 강진도예학교로 그 명칭을 시작하였으나, 좀 더 다양한 예술적 활동의 진흥을 위해 그 명칭이 변경되었다.
현재 대한민국에는 총 17개소의 아르코 공연연습센터가 있는데, 그 중 이례적으로 군단위에서는 유일하게 강진에만 아르코 공연연습센터가 위치해 있다. 또한 광주를 제외한 전남 유일의 공연연습센터이기도 하다.

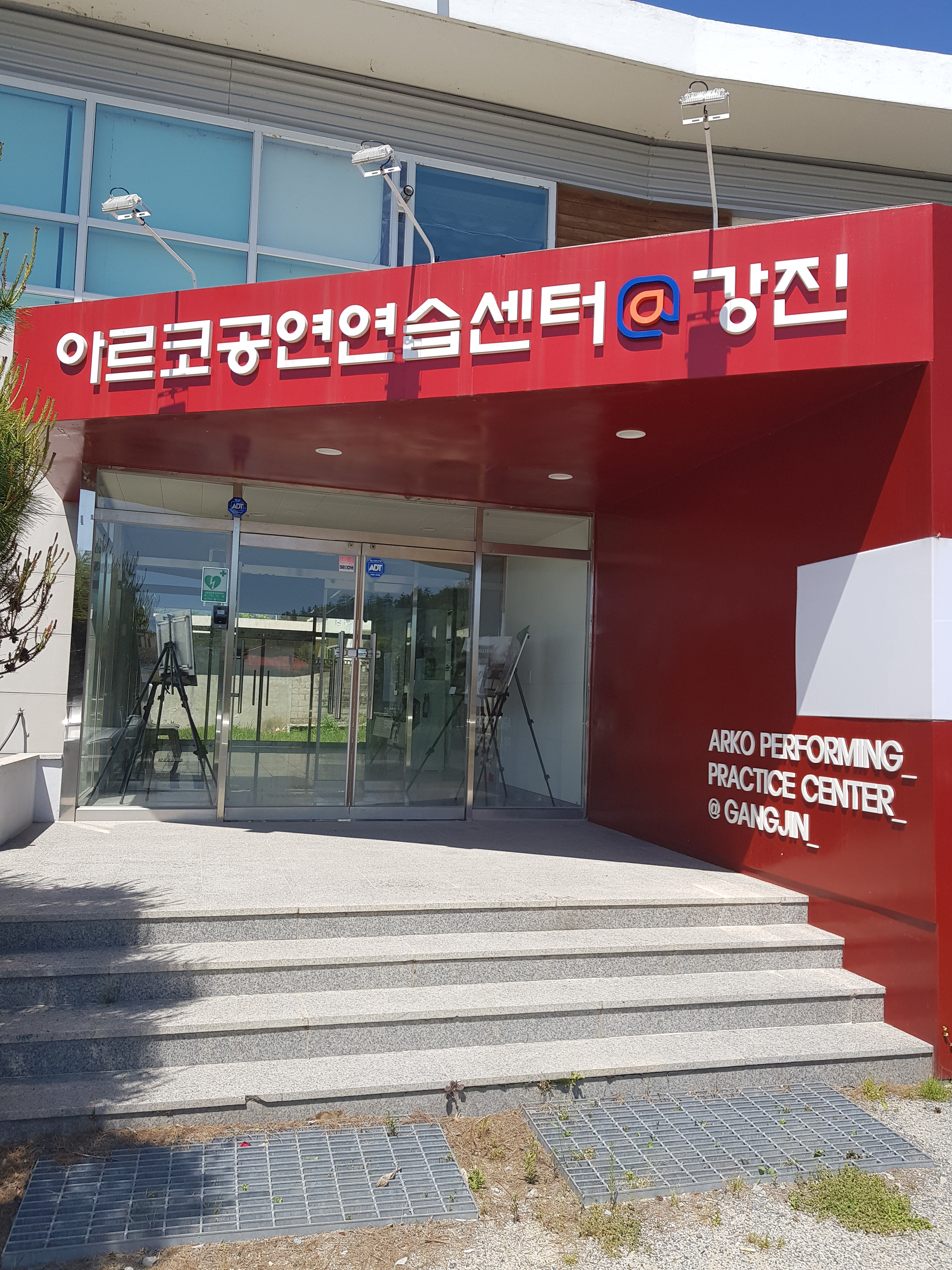
아르코 정문사진

## 위치
강진 아르코공연연습센터는 전라남도 강진군 대구면 저두리 66번지에 위치해 있으며 단국대학교 강진도예학교라는 명칭으로 문화체육관광부와 강진군에서 기금을 출연해 전라남도 강진군 대구면 저두리의 폐교를 리모델링해 2005년 설립되었다.2016년에는 잠시 한국예술종합학교(한예종)과 업무협약을 맺어 강진아트센터라는 이름으로 운영을 하다가 군민들 및 전남 지역 예술인들의 보다 다양한 문화예술활동의 발전을 위해 2018년강진 아르코공연연습센터로 변경되어 현재까지 운영중에 있다.

## 운영
강진 아르코공연연습센터는 지난 2005년부터 대구면 단국대학교 강진도예연구소에서 운영되어오다가 명칭이 변경된 2018년 8월부터 전라남도 강진군문화관광재단에서 운영하고 있다. 일요일 및 공휴일을 제외한 기간에 운영하며 대연습실, 중연습실, 소연습실에서 대관을 통한 연습 및 세미나실에서 회의와 리딩을 할 수 있다. 3개의 연습실은 각각 오전(10:00~13:00), 오후(14:00~17:00) , 저녁(18:00~22:00)의 3타임을 각각 혹은 일괄적으로 대관예약을 할 수 있으며, 심사과정을 거친 뒤 승인이 이루어진다. 자세한 사항은 한국문화예술위원회 홈페이지에서 확인할 수 있다.

## 역사
강진군은 2018년 아르코공연연습센터를 개관하여 운영중이다. 현재 3년차를 맞이하고 있는 강진 아르코공연연습센터는 2020년을 기준으로 해마다 1억 3천만원의 국비를 지원받아 운영중에 있다. 2020년 2~4월까지는 코로나-19로 인해 휴관상태에 있다가 2020년 5월 11일을 기준으로 다시 개관하였다.